# Szekessya kaszabi
Szekessya kaszabi là một loài bọ cánh cứng trong họ Salpingidae. Loài này được Kulzer miêu tả khoa học năm 1957.